# 高瀬川 (長野県)

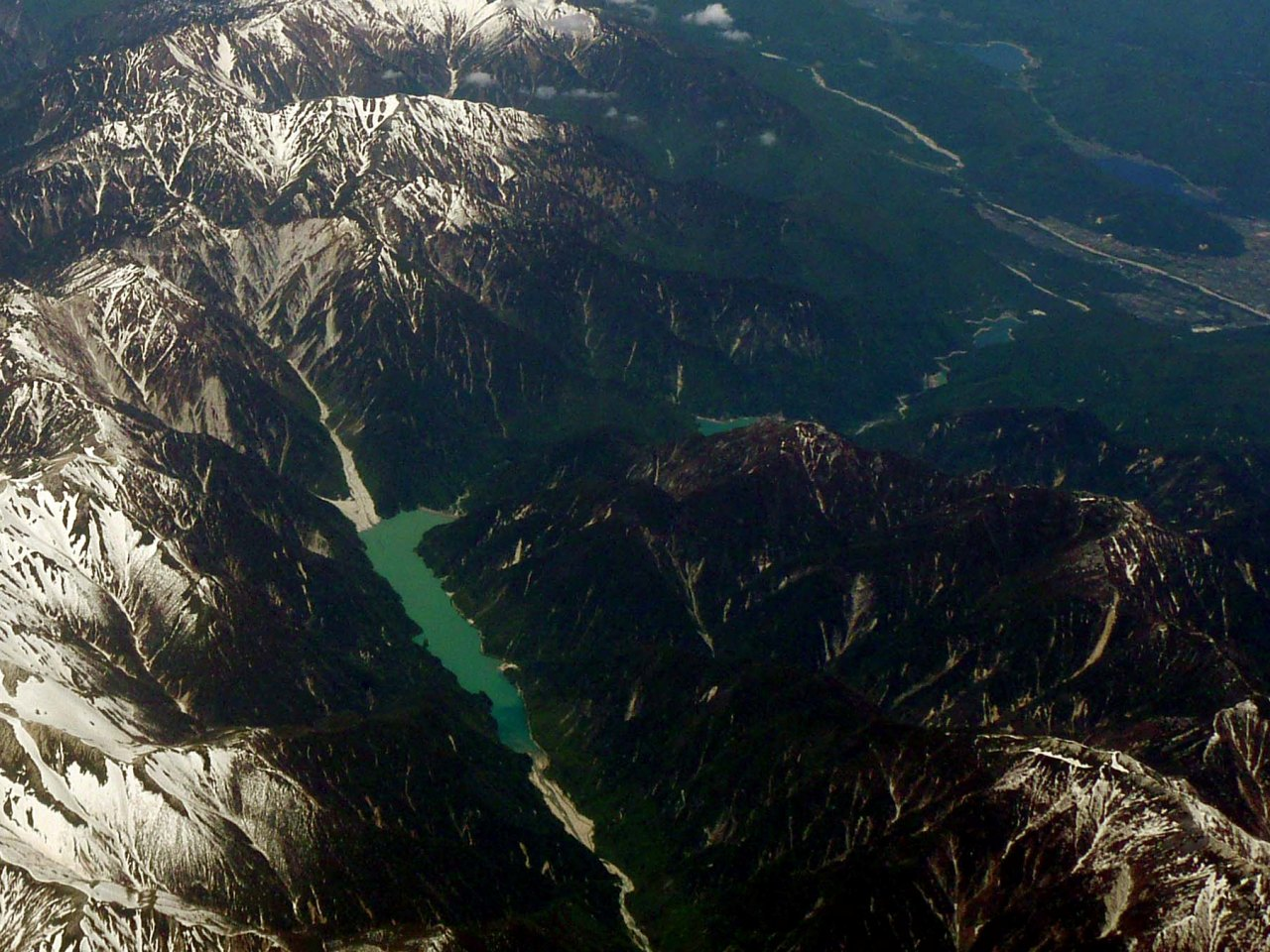
上流より高瀬ダム・七倉ダム調整湖、大町ダム。奥に仁科三湖。

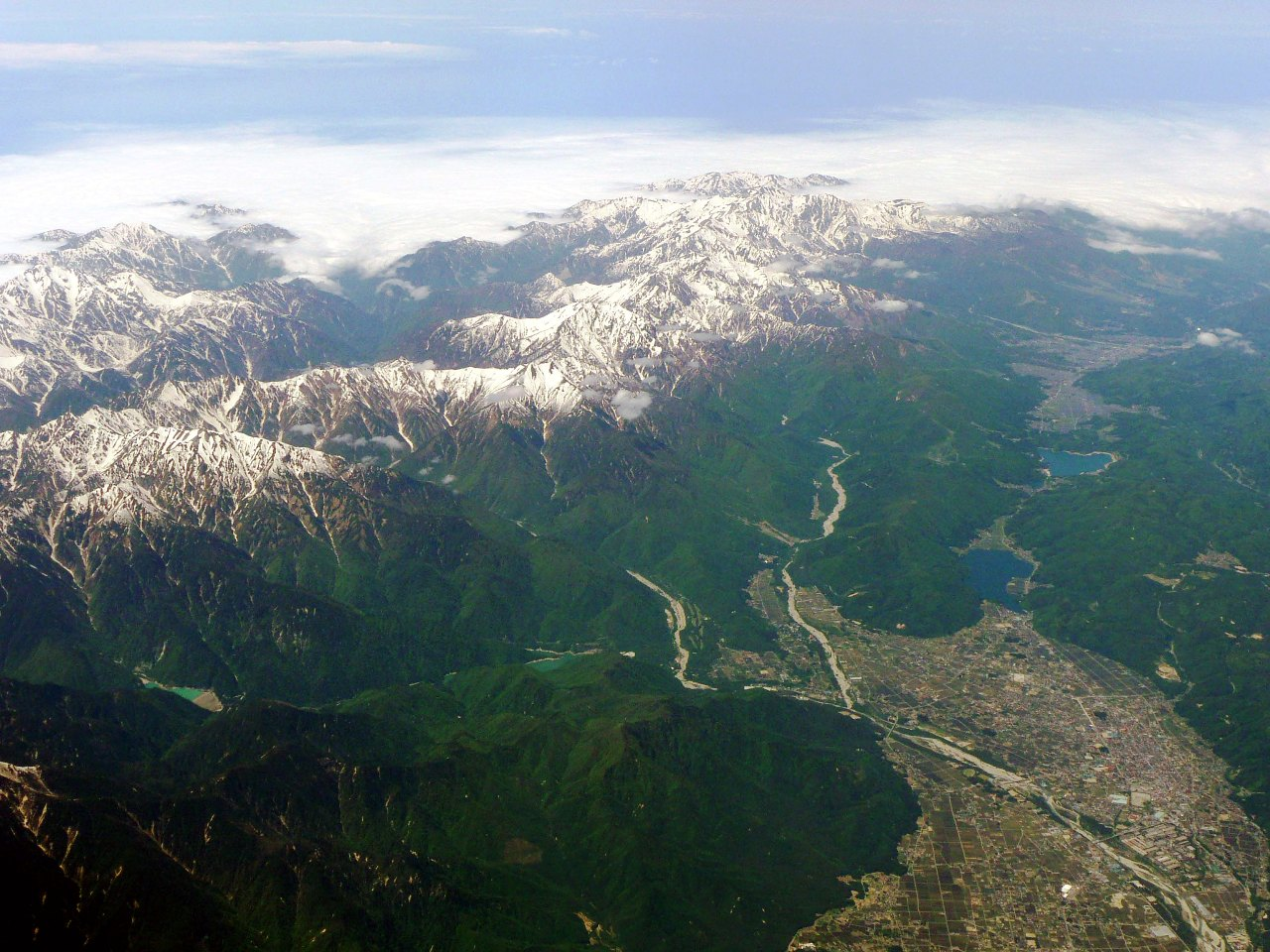
大町市郊外を流れる高瀬川と仁科三湖、残雪の後立山連峰。奥は白馬盆地

高瀬川（たかせがわ）は、長野県の主に大町市および安曇野市を流れる信濃川水系の一級河川。

## 地理
長野県大町市の南西部、飛騨山脈の槍ヶ岳、樅沢（もみさわ）岳周辺に源を発する。北安曇郡を流し、東へ向きを変え、篭川、農具川、鹿島川を合わせたのち、大町市街地の西を流れて南流に転ずる。飛騨山脈（北アルプス）と大峰高原に挟まれた南北に細長い安曇野の盆地を南流し、安曇野市明科の押野崎で犀川に注ぐ。
高瀬川左岸の大峰高原は、糸魚川静岡構造線活断層系・松本盆地東縁断層の活動によって隆起した山地である。高瀬川は断層運動による沈降域を飛騨山脈から運搬した大量の砂礫で埋め立てており、大町市街地付近では高瀬川と鹿島川が複合扇状地を形成している。
大町市の北方に位置する白馬盆地では、高瀬川と同様の河川として松川、平川が挙げられる。このような河川のみられない仁科三湖周辺は狭地であり、構造湖が分布している。
なお、「高瀬川」の名は平安中期に仁科氏が安曇野に京都を真似た碁盤の目の街並みに整備した際に、町の西側を流れる川の名も京都と同じく「高瀬川」としたことに由来する。

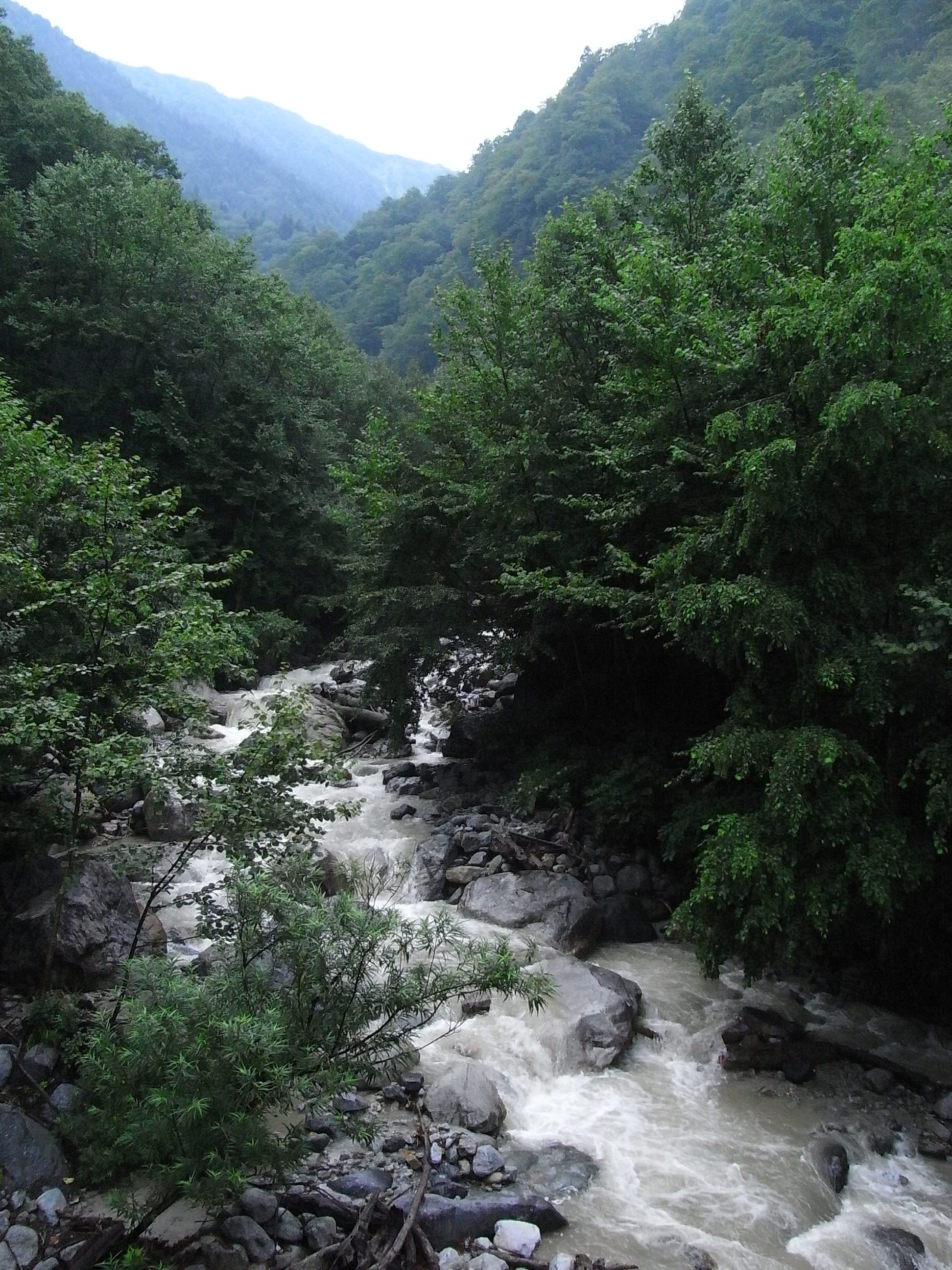
大町市、高瀬渓谷
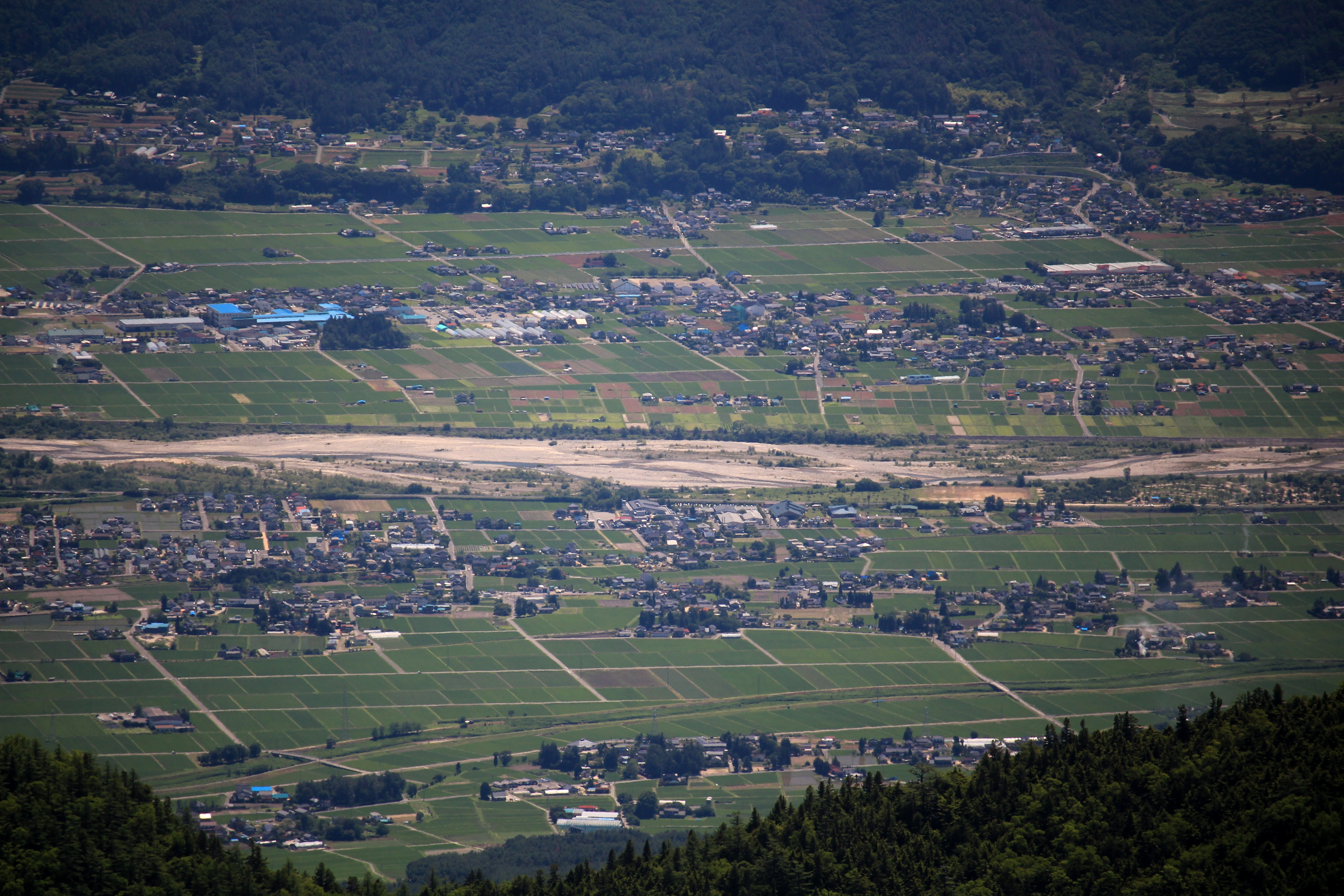
松川村・池田町を流れる高瀬川

| 一次 支川名 （本川） | 二次 支川名 | 三次 支川名 | ダム名   | 堤高 (m) | 総貯水 容量 (千m3) | 型式         | 事業者     | 備考 |
| -------------------- | ----------- | ----------- | -------- | -------- | ------------------ | ------------ | ---------- | ---- |
| 犀川                 | 高瀬川      | －          | 高瀬ダム | 176.0    | 76,200             | ロックフィル | 東京電力   |      |
| 犀川                 | 高瀬川      | －          | 七倉ダム | 125.0    | 32,500             | ロックフィル | 東京電力   |      |
| 犀川                 | 高瀬川      | －          | 大町ダム | 107.0    | 33,900             | 重力式       | 国土交通省 |      |

## 環境
奈良井川や梓川とともに流域の林野は中部山岳森林計画区となっている。
中流部から下流部にかけ、特に秋季から冬季にかけて河川流量が減少して瀬切れが発生することがある。高瀬川では河川水深が魚類の移動限界である15cm以下と定義され、瀬切れの解消や未然防止のため大町ダムで追加放流を行って調節している。

## 災害
- 1953年9月25日 - 昭和28年台風第13号による集中豪雨で北穂高村内の堤防が決壊。同日、穂高川の堤防も決壊したため村内約100戸が水没した[3]。

## 流域の自治体
長野県
大町市、北安曇郡松川村、池田町、安曇野市

## 支流
- 篭川
- 鹿島川
- 農具川